# Рудченко, Валентина Васильевна
Валентина Васильевна Рудченко (род. 26 апреля 1955, п. Харик, Куйтунский район, Иркутская область, РСФСР) — российский педагог, государственный и политический деятель. Депутат Думы Чукотского автономного округа (1996—2016) и с 2021 года, депутат Государственной думы VII созыва, член фракции «Единая Россия», член Комитета Госдумы по региональной политике и проблемам Севера и Дальнего Востока (2016—2021), председатель Думы Чукотского автономного округа VII созыва.

## Биография
В 1976 году получила высшее педагогическое образование окончив Иркутский государственный педагогический институт по специальности «Учитель русского языка и литературы». В 2000 году получила второе высшее образование по специальности «юриспруденция» окончив Санкт-Петербургский университет МВД России. После окончания института была направлена на работу в Чукотский автономный округ. С 1976 по 1983 год работала в Лоринской средней школе учителем русского языка и литературы. С 1983 по 1985 год работала в районном отделе народного образования в должности методиста районного методкабинета. С 1985 по 1986 год работала в Лаврентьевской средней школе учителем русского языка и литературы. С 1986 по 1994 год работала в районном отделе народного образования в должности заведующей районным методкабинетом. С 1994 по 1995 год работала в Чукотском окружном институте усовершенствования учителей в должности заведующей кабинета руководящих кадров. С 1995 по 1997 год работала в Управлении образования Администрации Чукотского автономного округа в должности заведующей отделом по работе со средними специальными и высшими учебными заведениями. В 1996 году избрана депутатом Думы Чукотского автономного округа. В 2000 году была повторно избрана депутатом Думы Чукотского автономного округа.
25 декабря 2005 года вновь баллотировалась в депутаты от партии «Единая Россия», избрана депутатом Думы Чукотского автономного округа по двухмандатному избирательному округу № 3.
В марте 2011 года избрана депутатом Думы Чукотского автономного округа V созыва по спискам партии «Единая Россия», заместитель председателя думы. В июне 2015 г. была избрана председателем окружной Думы, сменив на этом посту Арамаиса Даллакяна.
В сентябре 2016 года избрана депутатом Государственной думы VII созыва по одномандатному округу № 224 от партии «Единая Россия». 19 сентября 2021 года  избрана депутатом Думы Чукотского автономного округа VII созыва по региональному списку «Единой России». 1 октября 2021 была выбрана председателем окружного парламента.

## Законотворческая деятельность
С 2016 по 2019 год, в течение исполнения полномочий депутата Государственной Думы VII созыва, выступила соавтором 16 законодательных инициатив и поправок к проектам федеральных законов.

## Награды
- Орден Дружбы
- Знак «Отличник народного просвещения РСФСР»
- Почётная грамота Государственной Думы
- Почетная Грамота Министерства образования РФ
- Знак отличия Чукотского автономного округа «За заслуги перед Чукоткой»
- Знак отличия Думы Чукотского автономного округа «За заслуги в развитии регионального законодательства»[8]